# Jens Stoltenberg
Jens Stoltenberg (Oslo, 16 maart 1959) is de Noorse minister van financiën sinds 4 februari 2025. Van 1 oktober 2014 tot 1 oktober 2024 was hij secretaris-generaal van de NAVO. Hij volgde toen de Deen Anders Fogh Rasmussen op. Daarvoor was hij van 2000 tot 2001 en van 2005 tot 2013 premier van Noorwegen. 
Hij stamt uit een echte politieke familie. Zijn vader, Thorvald Stoltenberg was minister van Defensie en van Buitenlandse zaken en topambtenaar bij de Verenigde Naties. Zijn moeder Karin Heiberg was staatssecretaris. Evenals hun zoon, behoorden beiden tot de Noorse Arbeiderspartij.

## Carrière
Stoltenberg begon zijn carrière in de jeugdbeweging van de Arbeiderspartij. Op 21-jarige leeftijd werd hij al gevraagd om staatssecretaris te worden in het kabinet van Gro Harlem Brundtland. Zij zag in Stoltenberg een potentiële opvolger. Na haar aftreden probeerde hij ook partijleider van de Noorse Arbeiderspartij te worden, maar verloor de strijd van Thorbjørn Jagland.
In 1993 werd hij minister in het kabinet van Jagland, eerst op het belangrijke ministerie van Economie en Energie, later als minister van Financiën. Na de verkiezingen van 1997 belandde de Arbeiderspartij in de oppositie. Stoltenberg werd fractieleider van de partij in het Storting, het Noorse parlement.

### Eerste termijn als premier
Na de val van het minderheidskabinet van Kjell Magne Bondevik in maart 2000 werd Stoltenberg minister-president.
Ook het kabinet van Stoltenberg was een minderheidskabinet. Bij de verkiezingen in 2001 leed de Arbeiderspartij grote verliezen, waardoor Bondevik opnieuw een regering kon vormen. Door de nederlaag ontstond er onrust in de Arbeiderspartij, maar in 2002 werd Stoltenberg toch tot algeheel partijleider gekozen, als opvolger van Jagland.

### Tweede termijn als premier
Bij de verkiezingen in september 2005 boekte de Arbeiderspartij een grote overwinning. De partij had voor de verkiezingen aangegeven een coalitie met de Linkse Socialisten en de Centrumpartij te willen vormen. Bij de verkiezingen behaalden de drie samen een nipte meerderheid in het Noorse parlement. Op 17 oktober trad Stoltenberg opnieuw als minister-president van een coalitiekabinet aan.
Na verlies bij de verkiezingen van 2013 gaf hij het premierschap over aan Erna Solberg. 

### Secretaris-generaal NAVO

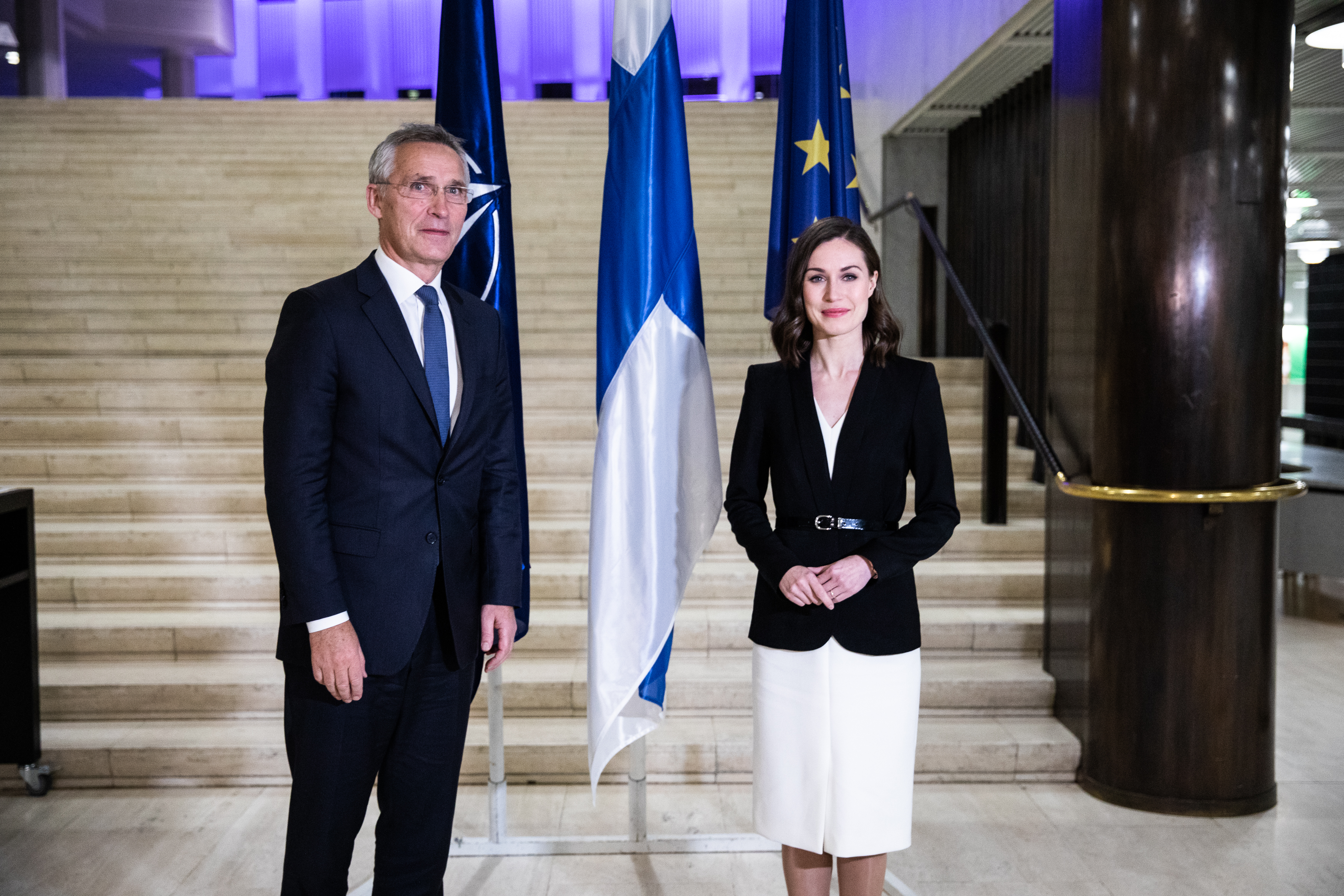
Stoltenberg met de Premier van Finland Sanna Marin in Helsinki op 25 oktober 2021.

Op 28 maart 2014 hebben de ministers van buitenlandse zaken van de NAVO-lidstaten Stoltenberg per 1 oktober 2014 tot secretaris-generaal van de NAVO benoemd als opvolger van de Deen Anders Fogh Rasmussen. Nadat zijn ambtstermijn al diverse keren was verlengd, werd in 2023 bekend dat hij in elk geval tot oktober 2024 aanblijft in zijn functie. Per 1 oktober 2024 werd hij opgevolgd door Mark Rutte.

## Onderscheidingen
- 2023: Grootlint Leopoldsorde[2]
- 2024: Presidential Medal of Freedom[3]
- 2024: Ridder-grootkruis Orde van Oranje Nassau [4]

- Bibsys: 90506074
- Bibliothèque nationale de France: cb169048790 (data)
- Gemeinsame Normdatei: 130141771
- International Standard Name Identifier: 0000 0000 7873 6545
- KulturNav: fde390eb-1321-4204-9579-cf9789f2263c
- Library of Congress Control Number: n91105527
- Nationale Bibliotheek van Letland: 000333154
- Nationale Bibliotheek van Tsjechië: jo20241239732
- Nationale Bibliotheek van Polen: a0000002912028
- Nederlandse Thesaurus van Auteursnamen: 304626708
- Parlement.com: vjo0abtau0vf
- LIBRIS: 357063
- Système universitaire de documentation: 159496640
- Virtual International Authority File: 35554569
- WorldCat: E39PBJk96gbtgHTG3WxjmRCbBP

Ismay · 
Spaak · 
Stikker · 
Brosio · 
Luns · 
Carington · 
Wörner · 
Claes · 
Solana · 
Robertson · 
De Hoop Scheffer · 
Rasmussen ·  
Stoltenberg ·  
Rutte